# Nuditheca dallii
Nuditheca dallii is een hydroïdpoliep uit de familie Halopterididae. De poliep komt uit het geslacht Nuditheca. Nuditheca dallii werd in 1876 voor het eerst wetenschappelijk beschreven door Clark. 